# Acid house
El acid house es un subgénero de la música house. El elemento central del acid house es el sonido producido por el sintetizador Roland TB-303, que empezó a ser utilizado hacia mediados de los años 1980 en Chicago. El acid house se extendió durante la segunda mitad de la década de 1980 por Reino Unido, Australia y Europa continental.
Apodado the sound of acid (en español: el sonido del ácido), la influencia del acid house en la música de baile ha sido significativa. En particular, se puede encontrar en estilos como trance, goa trance, psytrance, breakbeat, big beat, techno y el trip hop.

## Historia

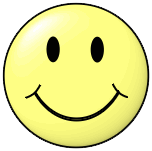
El Smiley está considerado como el emblema del acid house.

### La escena house en Inglaterra
El club Shoom abrió sus puertas en Londres en noviembre de 1987. Fue uno de los primeros clubs en introducir el acid house en Inglaterra. Lo abrieron Danny Rampling y su mujer. El club era extremadamente exclusivo y se caracterizaba por contar siempre con una espesa niebla y poner acid house, generando una atmósfera de ensueño. Con la apertura de esta discoteca puede decirse que comienza el llamado Segundo Verano del Amor, un movimiento que se relaciona con la reducción del fenómeno de los hooligans: en vez de pelearse, los seguidores de fútbol escuchaban música, tomaban éxtasis y confraternizaban con el resto de los asistentes al club. Comenzaba un fenómeno de corte pacifista y hedonista que se ha comparado frecuentemente con el Verano del Amor que tuvo lugar en San Francisco en los años 1960.
Años antes, el 21 de mayo de 1982 Tony Wilson, Rob Gretton, Alan Erasmus y New Order abrieron The Haçienda en Manchester. Con los años se convertiría en una de las salas más importantes del movimiento acid house, centro neurálgico de la comunión entre la música de baile, la new wave y el indie y que fue conocido por denominarse era Madchester. Manchester fue el centro de todo este movimiento de 1988 a 1992.
Otro club, de nombre Trip, fue abierto en junio de 1988 por Nick Holloway en el West End de Londres. Se trataba de una discoteca orientada directamente hacia la escena acid house. Era conocido por su intensidad y se mantenía abierto hasta las 3 de la mañana. Los clientes solían echarse a las calles a la salida cantando, atrayendo a la policía regularmente. La mala reputación generada por este tipo de situaciones, sumada al desarrollo de leyes anti-club más estrictas, comenzaron a hacer cada vez más difícil ofrecer eventos en una atmósfera de club convencional. Dado que los clubs after-hours eran considerados ilegales en los años 1980 en Inglaterra, los grupos de gente que salían de fiesta comenzaron a reunirse en naves industriales y almacenes en secreto para evitar la persecución policial, comenzando así a desarrollarse el fenómeno de las raves. Entre los grupos organizadores de raves más conocidos de la época destacan Sunrise, que solía organizar enormes eventos al aire libre, y Revolution In Progress (RIP), conocidos por la atmósfera oscura y la dura música de sus fiestas.
El grupo Sunrise montó un buen número de raves de acid house en Inglaterra, lo que atrajo una creciente atención de la prensa sobre el movimiento. En agosto de 1989, Sunrise organizó la mayor rave de acid house de la historia, cerca de Reigate, en Surrey. La rave tuvo lugar en los campos adyacentes a la escuela, durando desde las 10 de la noche del sábado hasta la noche del domingo. Se estima que cerca de 20 000 personas acudieron al evento, y las colas de coches alcanzaron las 4 millas (6,44 km). La cobertura mediática fue significativa, tanto por la prensa como por la televisión.

## Las primeras canciones de acid house
Es materia de debate cuáles son los primeros ejemplos grabados de acid house. Suele considerarse que el tema Acid Trax de Phuture es el primer tema con el típico sonido ácido característico del género. DJ Pierre dice que podría haberse compuesto en 1985, pero no fue publicado hasta 1987. Otros señalan al tema I've Lost Control de Sleezy (1986) como el primero en ser publicado en vinilo, y es imposible saber cuál de los dos temas fue creado antes. I've Lost Control fue creado por Adonis y Marshall Jefferson y es seguramente el primer tema de acid en haber sido pinchado en vinilo

## Artistas de acid house significativos
- Phuture: grupo de pioneros del acid house afincados en Chicago, formados en 1985 y más conocidos por su clásico sencillo Acid Tracks, que está considerado como el 12" que dio nacimiento al movimiento acid house.
- DJ Pierre: miembro de Phuture, publicó varios temas de acid house y remixes.
- Armando: músico de house de Chicago, conocido por Land of Confusion y muchos otros temas seminales.
- Mr. Lee: músico de acid house de Chicago que publicó varios temas de acid house en 1988.
- Fast Eddie: músico de acid house de Chicago, conocido por su Acid Thunder.
- Adonis: músico de acid house de Chicago, conocido por We're Rockin Down The House.
- Bam Bam: músico de acid house de Chicago, conocido por Where Is Your Child" y "Give It To Me.
- Lil Louis: músico de acid house de Chicago, conocido por Frequency y French Kiss.
- 808 State: grupo de músicos de house y techno de Mánchester formado en 1988. Su primer álbum, Newbuild, era acid house.
- Alaska y Dinarama: grupo español que experimentó con el acid house en su último álbum Fan fatal en 1989.
- A Guy Called Gerald: cofundador de 808 State, conocido por el sencillo Voodoo Ray.
- The KLF: conocidos por What Time Is Love? y su autodefinido sonido stadium house, que mezcla acid house con hip hop, pop y stadium rock.
- The Shamen: grupo de techno psicodélico formado como una banda de rock en Aberdeen, Escocia, en 1986. Uno de los primeros grupos en acercar el acid house y techno al gran público.
- Laurent Garnier: comenzó pinchando en el club The Haçienda de Mánchester hacia finales de los años 1980, donde produjo su obra maestra de 13 minutos Acid Eiffel.
- Daft Punk: Dúo de DJs franceses muy popular que se ha ido desenvolviendo en el género en las últimas décadas